# Outarde de Savile
Lophotis savilei
Espèce
Répartition géographique
Statut de conservation UICN

 LC  : Préoccupation mineure
Statut CITES
L'Outarde de Savile (Lophotis savilei) est une espèce d'oiseaux de la famille des Otididae. Elle est parfois considérée comme une sous-espèce de l'Outarde houppette.
Son nom est attribué à Robert Vesey Savile (1873–1947), gouverneur du Darfour de 1917 à 1923.

## Description

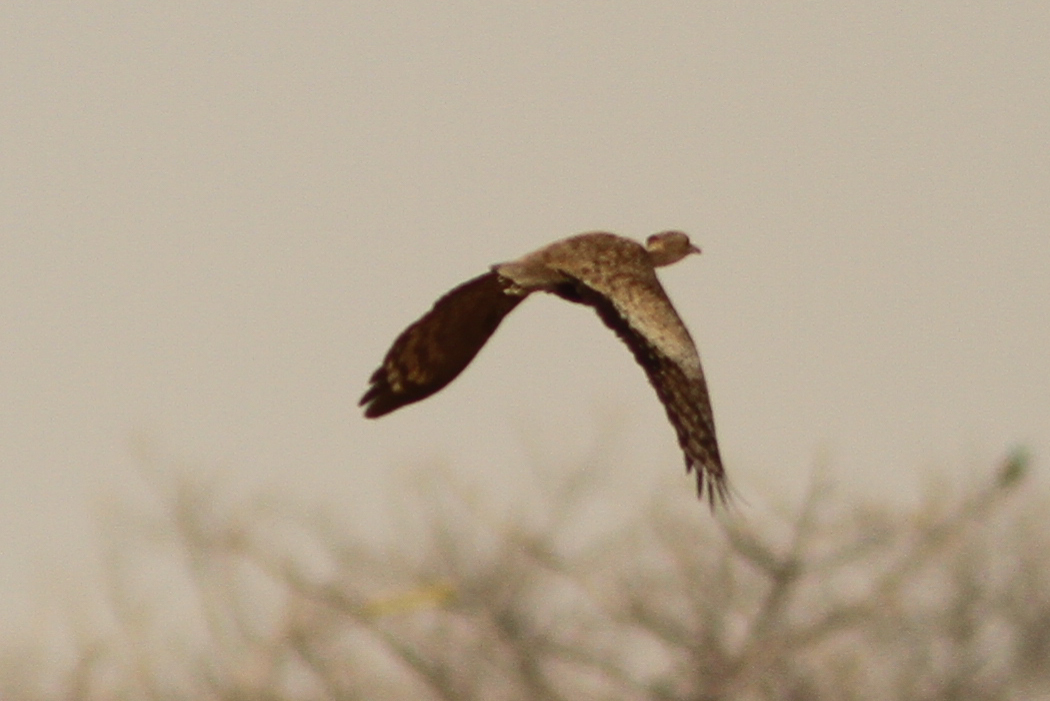
Une outarde de Savile en vol.

## Répartition
Cette espèce vit dans la partie nord de l'Afrique sub-saharienne du Sénégal au Soudan, le long de la bande sahélienne.

## Habitat
Elle fréquente notamment les zones d'Acacia.